# Hajji Muhammad Bahadur Khan
Hajji Muhammad Bahadur Khan fou kan de Khivà. No se sap quan va governar, i apareix després d'Arab Muhammad Khan II i abans de 1714 quan ja s'esmenta a Yadigar Khan. El seu govern podria estar doncs entre 1704 com a molt aviat, i el 1713 o 1714.
El 1714 va arribar a Sant Petersburg un enviat seu, i expressament se l'anomena net d'Abu l-Ghazi, el que fa suposar que era germà d'Erenk Khan i d'Arab Muhammad Khan II. Probablement va morir poc després d'enviar als ambaixadors a Rússia i el va succeir el seu germà Yadigar Khan.